# Pollex maxima
Pollex maxima là một loài bướm đêm thuộc họ Erebidae. Nó được tìm thấy ở Java.
Sải cánh dài khoảng 15 mm. 